# Шекли, Теодор
Теодор Джордж «Тед» Шекли-младший (англ. Theodore George «Ted» Shackley, Jr.;16 июля 1927 года — 9 декабря 2002 года), офицер ЦРУ, принимал участие во многих важных операциях ЦРУ в 1960-х и 1970-х годах. Обладатель многих наград. Из-за светлых волос и умения проникнуть на самые охраняемые объекты стал известен как «Белокурый призрак». В начале 1960-х годов Шекли занимал должность начальника подразделения ЦРУ в Майами. Руководил рядом акций в период Карибского кризиса, а также во время операции по борьбе с кубинскими революционерами (операция «Мангуст»). Также считается, что он был директором «Программы Феникс» во время войны во Вьетнаме, а также начальником подразделения ЦРУ в Лаосе в период с 1966 по 1968 год. Позднее, в период с 1968 по февраль 1972 года командовал сотрудниками ЦРУ в Сайгоне. В 1976 году на важной руководящей работе в штаб-квартире ЦРУ в США.

## Биография

### Ранние годы
Теодор Шекли родился 16 июля 1927 в Уэст-Палм-Бич, штат Флорида. Там же прошли его детство и юность. 23 октября 1945 года он вступил в армию США в Спрингфилде, штат Массачусетс. Пройдя спецподготовку был направлен на одну из американских военных баз в ФРГ. Шекли хорошо владел польским языком (его мать происходила из семьи польских эмигрантов). Поэтому его рекрутировали в органы военной контрразведки. Вскоре Теодора отправили на учёбу в Университет штата Мэриленд. В 1951 году он вернулся в Германию в звании лейтенанта и продолжил службу в контрразведке армии. Ему доверили вербовку польских агентов. В начале 1950-х Шекли пригласили на работу в ЦРУ. С 1953 году он работал под руководством Уильяма Кинга Харви в Западном Берлине. В 1961 году Шекли женился на Хейзел Тиндол Шекли.

### Майами и Карибский кризис
В 1962 году Шекли назначили руководителем штаб-квартиры ЦРУ в Майами, штат Флорида. Под его руководством было подготовлено вторжение на Кубу в Заливе свиней в 1961 году. После провала этой операции Шекли (вместе с Эдвардом Лансдейлом) продолжил заниматься борьбой с режимом Фиделя Кастро. Всего в Майами в штаб-квартире ЦРУ (известна как JMWAVE) работало более 200 офицеров. Они курировали около 2000 кубинских агентов. Самой громкой акцией стала знаменитая «Операция Мангуст» («Кубинский проект»). Главное целью была «помощь кубинским изгнанникам» в свержении коммунистической диктатуры Фиделя Кастро. В этот период непосредственно в распоряжении Шекли находилось до 400 агентов, а также внушительная флотилия из различных плавсредств. Теодор оставался на своём посту и во время Карибского кризиса в октябре 1962 года.

### Вьетнам и Лаос
В 1966 году Шекли был направлен во Вьетнам. Его назначили руководителем филиала ЦРУ в Лаосе в период. С 1966 по 1968 год он командовал тайными действиями ЦРУ против отрядов северных вьетнамцев в Лаосе. В конце 1968 года Шекли перевели в Сайгон, столицу Южного. Здесь он отвечал за управление Программой «Феникс», секретной кампанией по убийству и захвату руководителей повстанческого движения во Вьетнаме. Позднее в своих мемуарах Шекли утверждал, что он был противником Программы «Феникс». В любом случае эти операции принесли ЦРУ печальную славу коварных убийц, а не умелых разведчиков. Шекли служил во Вьетнаме до февраля 1972 года, а затем вернулся в Лэнгли, штат Вирджиния.

### Отдел Западного полушария и Чили
С мая 1972 года Шекли назначен руководителем Отдела Западного полушария ЦРУ. Его первоочередной задачей стала борьба за смену коммунистического режима в Чили (проект FUBELT), после прихода к власти Сальвадора Альенде. В это время Шекли также занимался делом бывшего офицера ЦРУ Филипа Эйджи, которого подозревали в том, что он завербован кубинцами. Эйджи обещал написать книгу с разоблачением ЦРУ (опубликована в 1975 году).

### Заместитель директора по спецоперациям
В мае 1976 года Шекли назначен заместителем директора по спецоперациям. Его непосредственным руководителем стал директор ЦРУ Джорджа Буш. После того, как Джимми Картер сменил Джеральда Форда на посту президента, Буш покинул свой пост. Новый директор ЦРУ Стэнсфилд Тёрнер освободил Шекли был от должности в декабре 1977 года. В 1979 году, когда администрация Картера объявила о масштабных сокращениях в ЦРУ, Шекли окончательно уволился из организации. По некоторым сведениям крест на карьере Шекли поставил Тёрнер.
Федеральный прокурор Лоуренс Барселла подозревал, что Шекли замешан в контрабанде оружия, а также в мошенничестве со счетами, которые выставлялись Министерству обороны США. Сам Шекли уверял, что он стал бы директором ЦРУ, если бы Джеральд Форд был переизбран на пост президента в 1976 году.

### Дело Иран-контрас
5 февраля 1986 года Шекли был допрошен комиссией, которая расследовала скандальное дело Ирана-контрас. 2 февраля 1987 года газета «Вашингтон пост» опубликовала статью Шекли, в которой он опроверг свою причастность к сделке по продаже оружия.

### Иск института Христа
В 1986 году Шекли был назван одним из тридцати обвиняемых в гражданском иске на сумму 24 миллиона долларов США. Дело было возбуждено по возбуждено по требованию Христианского института адвокатом Дэниэлем Шиханом. В иске утверждалось, что Шекли был частью заговора, ответственного за взрыв теплохода «Ля-Кувр» в ряде других тайных операций.
Аналогичные обвинения были выдвинуты в письме, которые в 1987 году направил в Министерство юстиции США бирманский офицер Кхун Са. В числе прочего Шекли обвинялся в организации контрабанды героина из Золотого треугольника в 1960-х и 1970-х годах.
В 1988 году Окружной суд Соединенных Штатов по Южному округу Флориды отклонил иск и постановил, что Институт должен заплатить 955 000 долларов на оплату услуг адвокатов и 79 500 долларов за судебные издержки. Впоследствии это решение было оставлено в силе Апелляционным судом Соединенных Штатов.

### Смерть
Шекли умер 9 декабря 2002 года от рака в своём доме в городе Бетесда, штат Мэриленд.